# ستيف راب
ستيف راب (بالإنجليزية: Steve Rapp)‏ هو متسابق دراجات نارية أمريكي، ولد في 18 نوفمبر 1971 في لافاييتي في الولايات المتحدة.